# Luffa aegyptiaca
Luffa aegyptiaca, известна още като египетска краставица, гъба-кратуна или виетнамска луфа, е едногодишен вид Луфа, култивиран заради плодовете си. Произхожда от Южна и Югоизточна Азия.

## Описание
Луфата е едногодишно растение, което се отнася към семейство Тиквови. Когато са зелени нейните плодове са подобни на краставиците и са годни за консумация.

## Приложение
Узрелите плодове могат да служат за екологична гъба за баня или миене на посуда. За да се премахне кората на обраните плодове те се варят в кипяща вода за 10 – 15 минути. Луфата е добър ексфолиант.
Луфата е декоративно растение, подходящо за алпиниуми, бордюри, цветни лехи и граници. Узрелите му и почистени от кората плодове могат да послужат за украса.